# Arduino Robot
Arduino Robot je v informatice název malého jednodeskového počítače založeného na mikrokontrolerech ATmega od firmy Atmel. Tato deska slouží pro vytvoření vlastního chytrého robota. Vlastní microUSB port a také elektronický kompas.

## Technické informace
| Mikroprocesor                    | ATmega328                               |
| Provozní napětí (logická úroveň) | 5V                                      |
| Vstupní napětí (doporučeno)      | 5V                                      |
| Počet digitálních I/O pinů       | 11 pinů, z toho 6 s PWM                 |
| Počet analogových vstupů         | 8 pinů                                  |
| Proudové zatížení na 1 pin       | 40 mA                                   |
| Flash paměť                      | 32 KB                                   |
| SRAM                             | 2.5 KB                                  |
| EEPROM (interní)                 | 1KB                                     |
| EEPROM (externí)                 | 512 Kbit                                |
| Rychlost hodin                   | 16 MHz                                  |
| Výška                            | 85 mm                                   |
| Poloměr                          | 185 mm                                  |
| Klávesnice                       | 5 tlačítek                              |
| Tlačítko                         | potenciometr umístěn na analogovém pinu |
| Celobarevné LCD                  | připojen přes SPI komunikaci            |
| Čtečka karet SD                  | Pro karty formátované na FAT16          |
| Kompas                           | ukazuje na sever                        |
| I2C                              | 3 porty                                 |
| Reproduktor                      | 8 Ohm                                   |